# Solești, Vaslui
Solești este satul de reședință al comunei cu același nume din județul Vaslui, Moldova, România.
Istoria modernă a satului Solești este legată de numele familiei Rosetti-Solescu, descendentă din renumita familie de boieri moldoveni Ruset (Rosăt) de la Pribești, Vaslui. Cea mai cunoscută personalitate a acestei familii este Elena Cuza, cunoscută și ca Elena Doamna, care a fost soția domnitorului Alexandru Ioan Cuza și este înmormântată în Solești.